# حبيب كافوما
حبيب كافوما (بالإنجليزية: Habib Kavuma)‏ (4 سبتمبر 1991 في أوغندا - ) هو لاعب كرة قدم أوغندي في مركز الوسط. شارك مع منتخب أوغندا لكرة القدم. أما مع النوادي، فقد لعب مع نادي الجيش الوطني الرواندي ونادي فايبرز ونادي كامبالا سيتي.

## وصلات خارجية
- حبيب كافوما على موقع قاعدة بيانات كرة القدم.إي يو (الإنجليزية)
- حبيب كافوما على موقع ناشيونال فوتبول تيمز (الإنجليزية)
- حبيب كافوما على موقع Soccerway.com (الإنجليزية)